# مؤسسه مطالعات علمی پیشرفته

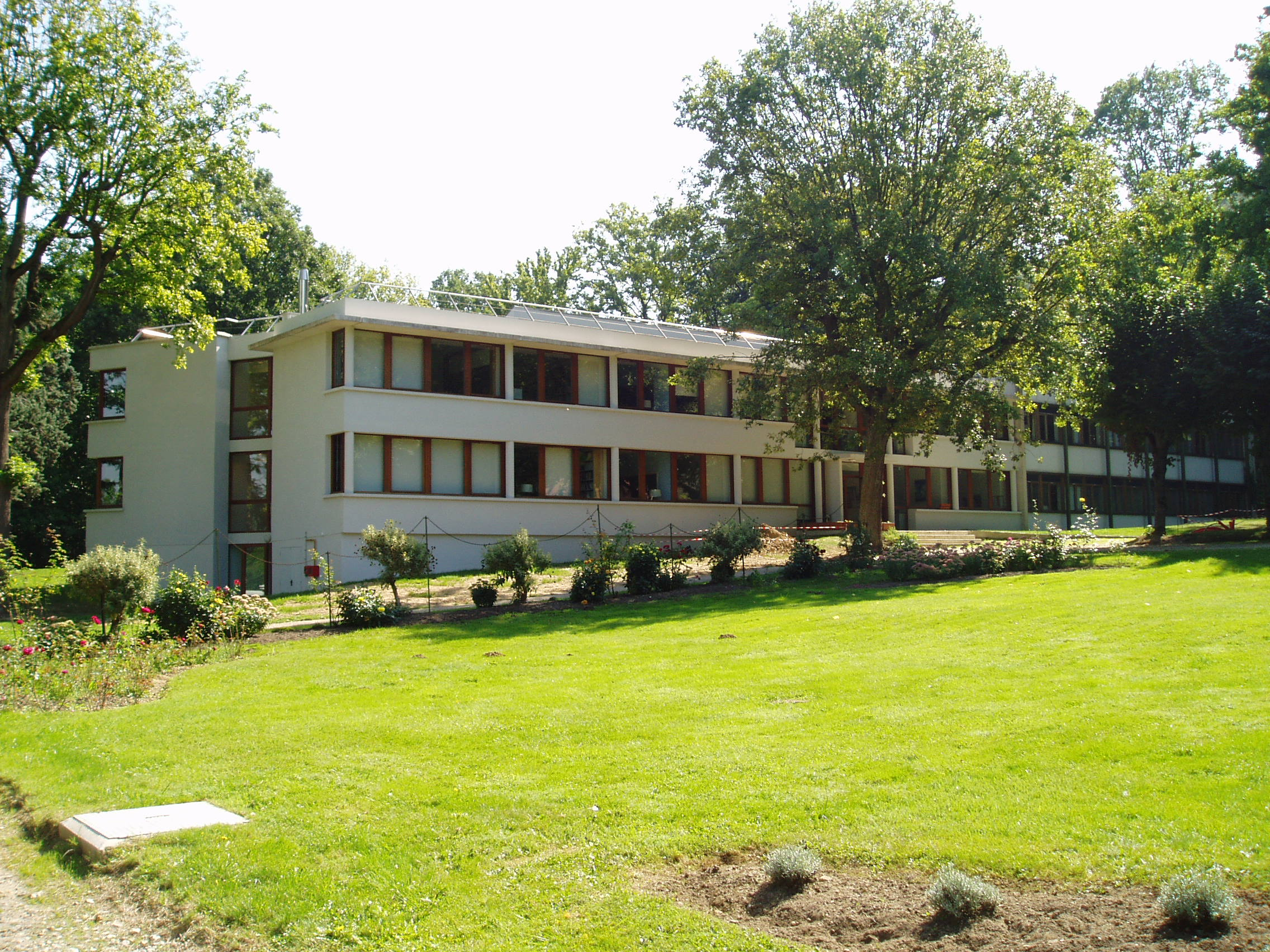
نمایی از ساختمان اصلی مؤسسه مطالعات علمی پیشرفته - ۲۰۰۵

مؤسسه مطالعات علمی پیشرفته یک مؤسسه فرانسوی حامی تحقیقات پیشرفته در ریاضیات و فیزیک نظری است. این مؤسسه در Bures-sur-Yvette درست در جنوب پاریس واقع شده. هم‌اکنون بخشی از دانشگاه پاریس در سکله است.
این مؤسسه در سال ۱۹۵۶ توسط لئون مشان بیزنس من و فیزیکدان ریاضی و رابرت اوپنهایمر با الگوبرداری از مؤسسه مطالعات پیشرفته در پرینستون آمریکا تأسیس شده.